# Линија 9 (Београд)
Линија 9 (Бањица — Блок 45) је једна од трамвајских линија у Београду. 

## Историјат
Првобитна линија са овим бројем уведена је 15. априла 1925. и повезивала је Народно позориште са некадашњом кланицом, преко кнез Милетине улице (данас булевар деспота Стефана). 10. новембра 1935, на дан отварања Панчевачког моста (тада мост краља Петра II), линија је продужена улицом Адмирала Пикоа (данас Мије Ковачевића) до Новог гробља. Године 1937. изграђен је мали крак до старе Карабурме и линија је подељена на две - линију 9 од позоришта до Карабурме и линију 9А од Карабурме до Новог гробља. 8. августа 1939. линија 9 је укинута и замењена аутобуском. Линија 9А остала је у саобраћају до 22. априла 1940, када је заједно са линијом 7 укинута и замењена аутобуском, која је спојена са линијом од позоришта до Карабурме и сачинила кружну линију, која ће добити број 27. У првој половини 1946. враћена је линија 9, која је 1. јануара 1958. године добила ознаку 8, а дотадашња линија 20 од Пристаништа до Трошарине на Вождовцу, означена је бројем 9.  "Осмица" је само годину дана касније, 24. јула 1959, укинута, овај пут трајно, и на њеној траси успостављена је аутобуска линија 23. Нова "деветка" задржала се на истој траси до 31. августа 1984, када је заједно са линијом 7 и новоотвореном "једанаестицом" продужена преко Старог савског моста до Блока 45. 15. децембра 1986. продужена је од Вождовца до Бањице. Од 2. новембра 2024. привремено саобраћа преко моста на Ади због радова изградњи новог моста на месту Старог савског моста.

## Превозници
Линију, као и све остале трамвајске линије у Београду, одржава ГСП погон "Централа".